# Bíblia do Rei Jaime
A Bíblia do Rei Jaime (ou Tiago), também conhecida como Versão Autorizada do Rei Jaime (em inglês: Authorized King James Version), é uma tradução inglesa da Bíblia realizada em benefício da Igreja Anglicana, sob ordens do rei Jaime I no início do século XVII. É o livro mais publicado na língua inglesa, sendo considerado um dos livros mais importantes para o desenvolvimento da cultura e língua inglesa.

## Antecedentes
Como ocorria em geral na Europa, as versões da Bíblia utilizadas na Inglaterra da Idade Média eram escritas em latim, ainda que tenham circulado de maneira restrita algumas traduções manuscritas em inglês antigo. Nas Constituições de Oxford de 1408, a tradução da Bíblia ao inglês foi estritamente proibida, e apenas a Vulgata em latim era de uso legal.
No início do século XVI, quando a proibição de traduções ainda estava em vigor, o Novo Testamento foi traduzido ao inglês por William Tyndale, que o publicou em 1525. As autoridades destruíram os exemplares dessa edição, da qual apenas três cópias subsistem, e Tyndale foi por fim executado. Com a separação entre a Igreja Anglicana e a Igreja Católica Apostólica Romana, ordenada pelo rei Henrique VIII, a situação começou a mudar. Surgiram então novas traduções da Bíblia ao inglês, como por exemplo a Bíblia de Genebra de 1560.

## Tradução
No início do século XVII, Jaime I encarregou uma nova tradução da Bíblia a uma comissão de 50 estudiosos. Para a nova versão foram utilizadas as traduções anteriores. De fato, 80% do texto do Novo Testamento foi reaproveitado da versão de Tyndale. Ao contrário da Bíblia de Genebra, porém, a nova versão de Jaime I não possuía notas de rodapé ou comentários.  
A primeira publicação data de 1611 e foi realizada em grande formato e sem ilustrações, um formato ideal para ser lida em igrejas. A Bíblia do rei Jaime adquiriu fama rapidamente e tornou-se a obra mais publicada da língua inglesa.

## Versões em português
A Bíblia do Rei Jaime já possui duas traduções em português, quais sejam, Bíblia King James Fiel 1611 e Bíblia King James Atualizada, sendo a primeira uma tradução literal e a segunda traduzida por equivalência verbal.